# Morro do Salgueiro
O Morro do Salgueiro é uma favela localizada no bairro da Tijuca, muito conhecida por ser o berço de uma das principais escolas de samba da cidade do Rio de Janeiro, o GRES Acadêmicos do Salgueiro.
A localidade do Salgueiro, assim como outras favelas da Tijuca, integrava uma plantação de café até o final do século XIX, se mostrando uma das comunidades pioneiras em ocupação.
A partir do começo do século XX ocorreu o povoamento dessa região por conta de ex-escravos, migrantes nordestinos[carece de fontes?] e imigrantes.Recebeu o nome em meados da década de 1920[carece de fontes?] em referência ao português Domingos Alves Salgueiro, comerciante instalado na Tijuca e que era proprietário de 30 barracos no local.
Em 1934, os 7000 moradores da favela utilizaram principalmente a escola de samba Azul-e-Branco, como instrumento político para ganhar na justiça uma ação que previa a remoção da favela. Antenor Gargalhada, presidente da escola de samba, que mais tarde iria se fundir à Depois eu Digo, atuou como um dos primeiros líderes comunitários que se têm notícia na cidade, e sua escola, como uma verdadeira associação de moradores.
Sua ocupação e degradação se acelerou a partir da década de 1940 com a chegada de gente dos mais diversos estados e do interior do estado, contribuindo com a formação de uma das grandes favelas da Zona Norte da capital fluminense.
Durante muitos anos ocupada por traficantes de drogas, em 2010 a comunidade foi ocupada pela Polícia Militar e passou a ser atendida pela pela 11ª UPP.